# NGC 465
NGC 465 este un roi deschis situat în Micul Nor al lui Magellan, în constelația Tucanul. A fost descoperit în 1 august 1826 de către James Dunlop. De asemenea, a fost observat încă o dată de către John Herschel și DeLisle Stewart.